# Adriano Ghione
Adriano Ghione (Castellamonte, 8 febbraio 1926 – Rivarolo Canavese, 25 settembre 1944) è stato un partigiano italiano, medaglia d'oro al valor militare alla memoria.

## Biografia
Nacque da Davide Luigi Ghione, concessionario di una miniera di caolino, e Margherita Guglielmetti. Aveva i fratelli Edgardo e Venanzio. Frequentava a Torino l'Istituto tecnico, ma dopo l'8 settembre 1943, lasciata la scuola, si unì alle prime formazioni partigiane dell'alto Canavese. Partecipò, così, a molti combattimenti e, per il coraggio dimostrato, fu soprannominato "Bataia". Nominato comandante di distaccamento della 7ª Brigata Garibaldi, il ragazzo era stato catturato al termine di un conflitto a fuoco con soldati tedeschi. Fu ucciso dopo aver tentato di fuggire mentre, su un camion con altri compagni, veniva trasportato al carcere.

## Onorificenze
A Ghione sono dedicate una via, un monumento (inaugurato negli anni sessanta da Carlo Donat-Cattin) e una targa commemorativa a Castellamonte, suo comune di nascita. Proprio la targa è stata inaugurata nel 2016 alla presenza del nipote Jimmy Ghione.